# Копенгагенский союзный договор

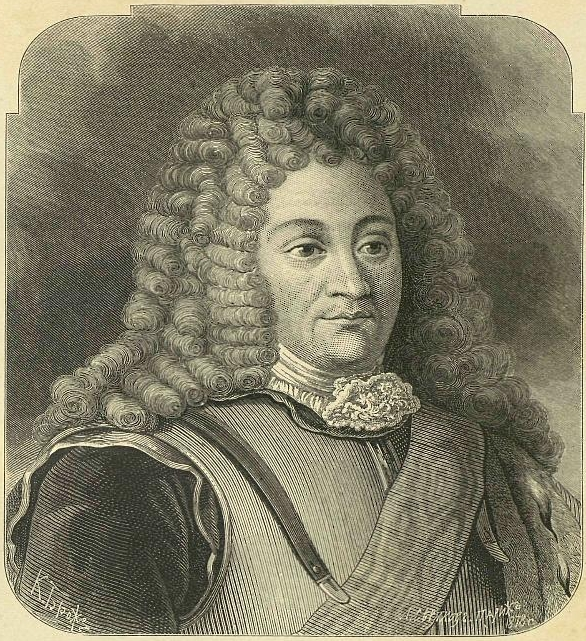
Долгоруков, Василий Лукич. Русские деятели в портретах, гравированных академиком Лаврентием Серяковым

Копенгагенский союзный договор 1709 года — союзный договор, заключённый в Копенгагене 11 (22) октября 1709 года послом России князем Василием Долгоруким и министром Дании Отто Граббе. Соглашение возобновляло русско-датский союз против Швеции, таким образом восстанавливая Северный союз.
Договор являлся прямым следствием Полтавской победы. Если до неё Долгорукому не удавалось склонить Данию к союзу даже обещаниями крупных субсидий, то после Полтавы инициатива в подписании договора исходила уже со стороны Дании. Несмотря на происки англо-голландской дипломатии, Долгорукий успешно довёл до конца переговоры и подписание договора, избежав каких-либо финансовых обязательств.

## Предыстория
В 1699 году Дания и Россия заключили Преображенский договор.
После начала Северной войны в 1700 году, высадки шведов в Хумлебеке (Дания) и последующего заключения Травендальского мирного договора Дания формально вышла из союза против Швеции и прекратила своё участие в войне.
После победы в Полтавской битве летом 1709 года и отступления шведского короля Карла XII, на юге Османской империи был возобновлен союз, заключенный по Дрезденскому союзному договору (1709) между Саксонией и Данией.
Состоялась встреча российского посла князя Василия Лукича Долгорукова с датским тайным советом Отто Граббе.
Соглашение возобновило российско-датский союз против Швеции.

## Договор
В этом договоре Дания признавала нежелательным Травентальский договор.
Дания осенью 1709 года предприняла нападение из Норвегии на шведскую провинцию Сконе, которая до 1658 года принадлежала Дании.
Датский флот должен был использовать шведский флот в своих водах, чтобы Россия могла сохранить свой флот нетронутым для нападений на Финляндию и Ливонию.
Россия обязалась вторгнуться в шведские провинции Финляндию и Лифляндию, а также вместе с датчанами напасть на Польшу.
Оба монарха обязались в меру своих возможностей поддержать курфюрста Августа Сильного в возвращении на польский престол.
Подписавшие соглашение стороны также обязались не вести сепаратных мирных переговоров во время следующей борьбы со Швецией. Это должно произойти только в том случае, если обе стороны и Саксония согласятся на мир. Главной целью этого договора было вернуть Швецию к «старым границам» (до Северной войны). Договор предусматривал, что королевство Пруссии будет допущено к союзу против Швеции, если прусский король Фридрих I будет желать его.
В секретной поправке к договору оба государства обязались сохранить все территории, которые они уже завоевали во время войны против Швеции.

## Последствия
В ноябре 1709 года датская армия вторглась в шведскую провинцию Сконе, но потерпела поражение от шведского военачальника Магнуса Стенбока в битве при Хельсингборге в 1710 году.
Нейтральное королевство Пруссия открыто присоединилось к коалиции, объявив войну Швеции, только летом 1715 года, после коронации нового прусского короля Фридриха Вильгельма I.
Война со Швецией продолжалась вплоть до заключения Ништадтского мира в 1721 году.